# Hedgräsfjäril
Hedgräsfjäril, Hyponephele lycaon, är en fjärilsart som först beskrevs av August Christian Kühn 1774. Enligt Catalogue of Life är arten istället beskriven av Siegmund Adrian von Rottemburg 1775.  Hedgräsfjäril ingår i släktet Hyponephele, och familjen praktfjärilar, Nymphalidae. Enligt den finländska rödlistan är arten Sårbar (VU) i Finland. Arten är ännu inte funnen i Sverige. Artens livsmiljö är ruderatmarker, vägrenar och banvallar. Fem underarter finns listade i Catalogue of Life, Hyponephele lycaon alpherakyi (Sheljuzhko, 1927), Hyponephele lycaon ephisius (Schawerda, 1909) Hyponephele lycaon florentina Verity, 1938, Hyponephele lycaon fonti de Sagarra, 1930 och Hyponephele lycaon magdalena (Hemming, 1928).

## Bildgalleri

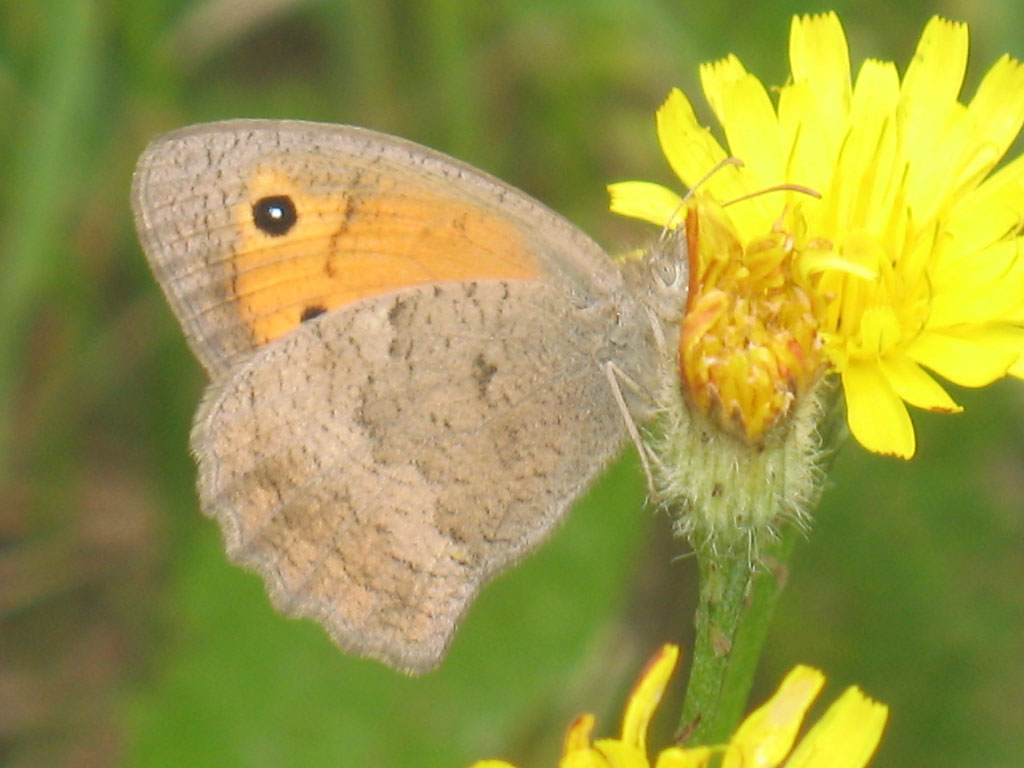
Imago fjäril.
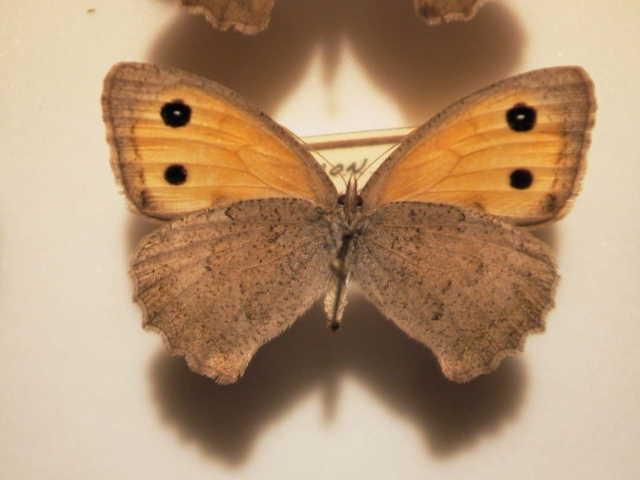
Preparerad (uppnålad) imago fjäril.